# Claus Hviid Christensen
 Der er for få eller ingen kildehenvisninger i denne artikel, hvilket er et problem. Du kan hjælpe ved at angive troværdige kilder til de påstande, som fremføres i artiklen.

Claus Hviid Christensen (født Claus J. H. Jacobsen) er adm. direktør (CEO) i Nexus A/S, der er stiftet i 1949 og ejes af Schou-Fondet. Han kom fra en stilling som Vice President hos DONG Energy Wind Power, med ansvar for konstruktionen af havvindmølleparker i Danmark, Tyskland og England, hvor DONG Energy var markedsførende. Tidligere bestred han stillingen som adm. dir. (CEO) ved LORC (Lindoe Offshore Renewables Center) og før det var han Vice President i R&D Divisionen hos Haldor Topsøe A/S med ansvar for Emerging Technology, en stilling han tiltrådte medio 2008.
Tidligere var han en af de fem DTU-forskere bag opfindelsen af brintpillen, som i 2005 dannede grundlag for virksomheden Amminex Emissions Technology A/S, som han var medejer af indtil 2011.
Det grundlæggende arbejde blev udført, mens han var professor ved Danmarks Tekniske Universitet, hvor han bl.a. etablerede Danmarks Grundforskningsfonds Center for Bæredygtig og Grøn Kemi. Claus Hviid Christensen er desuden tidligere adjungeret professor på DTU.

## Uddannelse
Claus Hviid Christensen blev født i Næstved d. 31. december 1968. Han gik i folkeskole i Fredericia, København og Holstebro og blev student fra Holstebro Gymnasium i 1987.
Han er uddannet cand. scient. i kemi fra Københavns Universitet med speciale i uorganisk kemi i 1992.

## Videnskabelig karriere
I 1990 blev Claus Hviid Christensen ansat hos Haldor Topsøe A/S, hvor han bestred en række forskellige stillinger i 13 år. I 2003 blev han ansat på DTU som professor i kemi og modtog en bevilling fra Danmarks Grundforskningsfond til at starte Center for Bæredygtig og Grøn Kemi. Ansættelsen på DTU varede indtil 2008, hvorefter Claus Hviid Christensen tog tilbage til en ny stilling hos Haldor Topsøe A/S som Vice President. Han er ophavsmand til brintpillen, og han har udgivet mere end 175 artikler i internationale tidsskrifter, og er opfinder på over 40 patentfamilier. Han har modtaget bl.a. Lundbeckfondens Pris for Yngre Forskere i 2005 og videnskabsministeriets EliteForsk Pris i 2006 og han er optaget i Kraks Blå Bog. Han er bl.a. medstifter af virksomheden Amminex Emissions Technology A/S, hvor han sammen med fire DTU-forskere har arbejdet med kommercialisering af brintpillen som et praktisk lager for brint og ammoniak. Stifterne blev købt ud af Amminex A/S, da Faurecia erhvervede en større aktiepost i selskabet i 2011.
Claus Hviid Christensen er medlem af en række bestyrelser. Han var tidligere udpeget af det europæiske forskningsråd (ERC) til at bistå med uddeling af opstartsbevillinger (ERC Starting Grants) til de mest lovende unge forskere i Europa inden for kemi. Han har desuden bl.a. været medlem af Akademiet for de Tekniske Videnskabers Tænketank og er tidligere medlem af Miljøministerens Erhvervsforum. Videnskabsministeren har i 2010 udpeget Claus Hviid Christensen til formand for Danmarks Forskningspolitiske Råd for perioden 2011-2014 og derefter til medlem af bestyrelsen for Danmarks Innovationsfond. I 2016 vandt han European Inventor Award sammen med andre forskere og iværksættere bag Amminex A/S. SDU udnævnte i 2018 Claus Hviid Christensen til æresdoktor (dr. tech. h.c.) ved universitet. 

## Familie
Claus Hviid Christensen er søn af Sys Hviid Jacobsen (f. 1950) og Jørgen Jacobsen (f. 1954, tidl. brigadegeneral, forsvarsattaché ved den danske ambassade i Washington, USA). Han er gift med Christina Hviid Christensen (f. 1977, Director, LEGO), og sammen har de børnene Christoffer (f. 2004), Casper (f. 2005) og Caroline (f. 2008) Hviid Christensen. Hans søskende er Michael Hviid Jacobsen (f. 1971, professor i sociologi, Aalborg Universitet) og Mette Hviid Bjerre (f. 1978, Manager, A.P. Møller-Mærsk).
Claus Hviid Christensen er bosat i Egtved.